# Donato Coco
Donato Coco (* 1956 in Foggia) ist ein italienischer Automobildesigner. Seit Januar 2010 ist er Designdirector bei Lotus und leitet damit die Aktivitäten von Lotus Cars sowie von Lotus Engineering. Coco berichtet an den Lotus Designchef Russel Carr.
Donato Coco studierte Architektur in Besançon, Frankreich, bevor er den Master-Grad im Automobildesign (Vehicle Design) am Royal College of Art in London erlangte. Während seiner Zeit am Royal College of Art erhielt er 1983 im Rahmen eines Designwettbewerbs den ersten Preis aus der Hand der damals in Großbritannien regierenden Premierministerin Margaret Thatcher.
Kurz darauf wurde er Chefdesigner für Kompaktautos bei Citroën. Dort leitete er das Design des Xsara Picasso, C2, C3, und C4. Am 8. November 2005 wechselte er als Nachfolger von Frank Stephenson zu Ferrari. Dort gestaltete er die Modelle F430 Scuderia und F430 Spider, California, 599XX und 458 Italia. Er verließ Ferrari, wo im September 2009 Flavio Manzoni zu seinem Nachfolger ernannt wurde.